# Discografia lui Nicole Scherzinger
Discografia detaliată a cântăreței americane de muzică pop/R&B Nicole Scherzinger, membră a trupei Pussycat Dolls.

## Albume
| An   | Titlu                                                             | Clasare | Clasare | Clasare | Clasare | Clasare | Clasare | Clasare | Clasare | Clasare | Clasare | Clasare | Vânzări și certificări |
| An   | Titlu                                                             | U.S.    | UK      | CAN     | AUS     | GER     | IRE     | AUT     | POL     | EU      | NL      | WW      | Vânzări și certificări |
| ---- | ----------------------------------------------------------------- | ------- | ------- | ------- | ------- | ------- | ------- | ------- | ------- | ------- | ------- | ------- | ---------------------- |
| 2010 | Killer Love - Lansare: după Doll Domination - Formate: CD, Casetă | —       | 8       | —       | —       | —       | 14      | —       | —       | —       | —       | —       |                        |

## Single-uri

### Lansări solo sau duete
| 2006 | „Lie About Us”                                    | Avant feat. Nicole Scherzinger                            | Director           | —   | 76 | —  | —  | — | —  | —  | —  | —   | —  | —  |   |
| 2006 | „Come To Me”                                      | P.Diddy feat. Nicole Scherzinger                          | Press Play         | 9   | 4  | —  | 11 | 6 | —  | 26 | 23 | —   | —  | 7  |   |
| 2006 | „You Are My Miracle”                              | Vittorio feat. Nicole Scherzinger                         | Vittorio           | —   | —  | —  | —  | — | —  | —  | —  | —   | —  | —  |   |
| 2007 | „Whatever U Like”                                 | Nicole Scherzinger feat. T.I.                             | Her Name Is Nicole | 104 | —  | 57 | —  | — | —  | 20 | 10 | 140 | 38 | —  |   |
| 2007 | „Baby Love”                                       | Nicole Scherzinger feat. will.i.am                        | Her Name Is Nicole | 108 | 14 | —  | 58 | 5 | 15 | 3  | 9  | 8   | 20 | 30 |   |
| 2007 | „Supervillain” doar format digital                | Nicole Scherzinger                                        | Her Name Is Nicole | -   | -  | -  | -  | - | -  | -  | -  | -   | -  | -  |   |
| 2007 | „Puakenikeni” doar format digital                 | Nicole Scherzinger feat. Brick & Lace                     | Her Name Is Nicole | -   | -  | -  | -  | - | -  | -  | -  | -   | -  | -  |   |
| 2008 | „Scream”                                          | Timbaland feat. Nicole Scherzinger & Keri Hilson          | Shock Value        | 122 | 12 | 41 | 20 | 9 | 15 | 3  | 7  | 10  | 15 | 27 |   |
| 2008 | „Rio” (Caress Brazillian Mix) doar format digital | Nicole Scherzinger                                        | -                  | -   | -  | -  | -  | - | -  | -  | -  | -   | -  | -  |   |
| 2008 | „Numba 1 (Tide Is High)”                          | Kardinal Offishall featuring Rihanna & Nicole Scherzinger | Not 4 Sale         | —   | —  | 47 | —  | — | —  | —  | —  | —   | —  | —  | — |
| 2010 | „Poison” CD, format digital                       | Nicole Scherzinger                                        | Killer Love        | -   | -  | -  | -  | - | -  | -  | -  | -   | -  | -  |   |

## Videoclipuri
| An   | Titlu                                | Regizor           | Album              | Colaborare cu    |
| ---- | ------------------------------------ | ----------------- | ------------------ | ---------------- |
| 2006 | Lie About Us                         | Benny Boom        | Director           | Avant            |
| 2006 | Il Mio Miracolo (You Are My Miracle) | Declan Whitebloom | Vittorio           | Vittorio Grigolo |
| 2006 | Come to Me                           | Chris Robinson    | Press Play         | Diddy            |
| 2007 | Whatever U Like                      | Paul Hunter       | Her Name Is Nicole | T.I.             |
| 2007 | Baby Love                            | Francis Lawrence  | Her Name Is Nicole | Will.i.am        |
| 2008 | Rio (Caress Brazillian remix)        | —                 | —                  | —                |